# Gleb Retivykh
Gleb Sergeyevich Retivykh (en russe : Глеб Сергеевич Ретивых), né le 30 décembre 1991 à Tchaïkovski, est un fondeur russe. Il est spécialiste du sprint et remporte notamment la médaille de bronze dans cette discipline aux Championnats du monde 2019. Il se classe aussi deuxième de la spécialité lors de la saison 2020-2021 de Coupe du monde.

## Biographie
Participant à la Coupe d'Europe de l'Est à partir de la fin d'année 2008, il obtient sa première victoire sur le sprint libre du Festival olympique de la jeunesse européenne à Szczyrk.
Il connaît ensuite plusieurs succès durant sa carrière chez les juniors, remportant trois médailles aux Championnats du monde junior, dont une médaille de bronze sur le sprint en 2011.
Après des débuts en Coupe du monde en février 2011 à Rybinsk, il atteint son premier top 10 un mois plus tard au sprint de Lahti (neuvième). Il a été finaliste à trois reprises en Coupe du monde, cinquième à Moscou en février 2012, cinquième à Lahti en mars 2013 et cinquième à Planica en janvier 2016 jusqu'à qu'il remporte le sprint de Pyeongchang en février 2017, où il est aussi victorieux au sprint par équipes avec Andreï Parfenov. Il prend part ensuite à ses premiers championnats du monde à Lahti.
En 2018, il ne prend pas part aux Jeux olympiques a Pyeongchang, mais monte sur un deuxième podium en Coupe du monde à Lahti au sprint libre.
Aux Championnats du monde 2019, à Seefeld Retivykh remporte la médaille de bronze du sprint libre, remporté par Johannes Høsflot Klæbo et la médaille d'argent du sprint par équipes avec Alexander Bolshunov.
Lors de la saison 2020-2021, il monte sur trois podiums lors de sprints, s'impose sur un sprint par équipes à Dresde et gagne une médaille de bronze sur le sprint par équipes libre aux Championnats du monde à Oberstdorf, depassé dans le finale par le Norvégien et le Finlandais. Cet hiver, il se classe deuxième de la Coupe du monde de sprint derrière l'Italien Federico Pellegrino.

## Palmarès

### Championnats du monde
| Épreuve / Édition        | Sprint                           | Sprint                           | 15 km                            | 15 km                            | Skiathlon 2 × 15 km | 50 km | Relais                    | Relais    |
| Épreuve / Édition        | libre                            | classique                        | libre                            | classique                        | Skiathlon 2 × 15 km | 50 km | Sprint                    | 4 × 10 km |
| Mondiaux 2017 Lahti      | 15e                              | Épreuve inexistante à cette date | Épreuve inexistante à cette date | —                                | —                   | —     | —                         | —         |
| Mondiaux 2019 Seefeld    | Médaille de bronze, monde        | Épreuve inexistante à cette date | Épreuve inexistante à cette date | —                                | —                   | —     | Médaille d'argent, monde  | —         |
| Mondiaux 2021 Oberstdorf | Épreuve inexistante à cette date | 9e                               | -                                | Épreuve inexistante à cette date | -                   | -     | Médaille de bronze, monde | -         |

Légende :
- : première place, médaille d'or
- : deuxième place, médaille d'argent
- : troisième place, médaille de bronze
- : pas d'épreuve
- — : n'a pas participé à l'épreuve

### Coupe du monde
- Meilleur classement général : 17e en 2021.
- Meilleur classement en sprint : 2e en 2021.
- 5 podiums individuels : 1 victoire, 3 deuxièmes places et 1 troisième place.
- 6 podiums en sprint par équipes : 2 victoires et 4 troisièmes places.

#### Courses par étapes
- Tour de ski :
  - 1 podium d'étape.

#### Victoire individuelle
| Épreuve / Édition | Sprint      | Sprint    |
| Épreuve / Édition | libre       | classique |
| 2016-17           | Pyeongchang |           |

#### Classements en Coupe du monde
| Saison / Épreuve | Saison / Épreuve | Général | Général | Distance | Distance | Sprint | Sprint |
| Saison / Épreuve | Saison / Épreuve | Class.  | Points  | Class.   | Points   | Class. | Points |
| ---------------- | ---------------- | ------- | ------- | -------- | -------- | ------ | ------ |
| 2011             | 2011             | 89e     | 47      | -        | -        | 47e    | 47     |
| 2012             | 2012             | 43e     | 210     | -        | -        | 14e    | 210    |
| 2013             | 2013             | 58e     | 85      | -        | -        | 24e    | 85     |
| 2014             | 2014             | 115e    | 26      | -        | -        | 61e    | 26     |
| 2015             | 2015             | 96e     | 44      | -        | -        | 45e    | 44     |
| 2016             | 2016             | 63e     | 96      | -        | -        | 28e    | 96     |
| 2017             | 2017             | 32e     | 197     | -        | -        | 11e    | 197    |
| 2018             | 2018             | 30e     | 247     | 99e      | 2        | 7e     | 245    |
| 2019             | 2019             | 25e     | 329     | -        | -        | 7e     | 329    |
| 2020             | 2020             | 26e     | 330     | -        | -        | 7e     | 325    |
| 2021             | 2021             | 17e     | 374     | -        | -        | 2e     | 369    |

### Championnats du monde des moins de 23 ans
| Épreuve / Édition           | Sprint | Sprint    | 10 km | 10 km     | 15 km (classique) | Skiathlon 2 × 15 km | Relais |
| Épreuve / Édition           | libre  | classique | libre | classique | 15 km (classique) | Skiathlon 2 × 15 km | Relais |
| Mondiaux 2012 Erzurum       | Or     | —         | —     | 21e       | —                 | —                   | —      |
| Mondiaux 2013 Liberec       | —      | 21e       | —     | —         | —                 | —                   | —      |
| Mondiaux 2014 Val di Fiemme | 5e     | —         | —     | —         | 22e               | 21e                 | —      |

### Championnats du monde junior
| Épreuve / Édition          | Sprint                           | Sprint                           | 10 km                            | 10 km     | 15 km (libre) | Skiathlon 2 × 10 km              | Relais |
| Épreuve / Édition          | libre                            | classique                        | libre                            | classique | 15 km (libre) | Skiathlon 2 × 10 km              | Relais |
| Mondiaux 2010 Hinterzarten | —                                | Épreuve inexistante à cette date | Épreuve inexistante à cette date | —         | —             | Épreuve inexistante à cette date | Argent |
| Mondiaux 2011 Otepaa       | Épreuve inexistante à cette date | Bronze                           | Épreuve inexistante à cette date | —         | —             | Épreuve inexistante à cette date | Argent |

### Festival de la jeunesse européenne
- Szczyrk 2009 : 
  -  Médaille d'or sur le sprint.

### Coupe d'Europe de l'Est
- Premier au classement général en 2012.
- 12 podiums, dont 8 victoires.